# Freiherrlich von Fletchersches Lehrerseminar
Das Freiherrlich von Fletchersche Lehrerseminar war eine Schule in Dresden. Das Seminar wurde 1769 durch eine Stiftung ins Leben gerufen und 1825 offiziell eröffnet. Bis in die 1920er-Jahre widmete sich das Lehrerseminar der Ausbildung von Pädagogen. Einer der bekanntesten „Fletcheraner“ war der Schriftsteller Erich Kästner.
Im Jahr 1922 erfolgte die Umwandlung des Lehrerseminars in eine Oberschule. Das Hauptgebäude der Schule wurde 1945 fast vollständig zerstört und erst ab 1961 verändert wieder aufgebaut. Seit Anfang der 2000er-Jahre nutzt eine Waldorfschule das Gebäude.

Das Freiherrlich von Fletchersche Lehrerseminar um 1880

## Geschichte

### Die Stifterin des Seminars

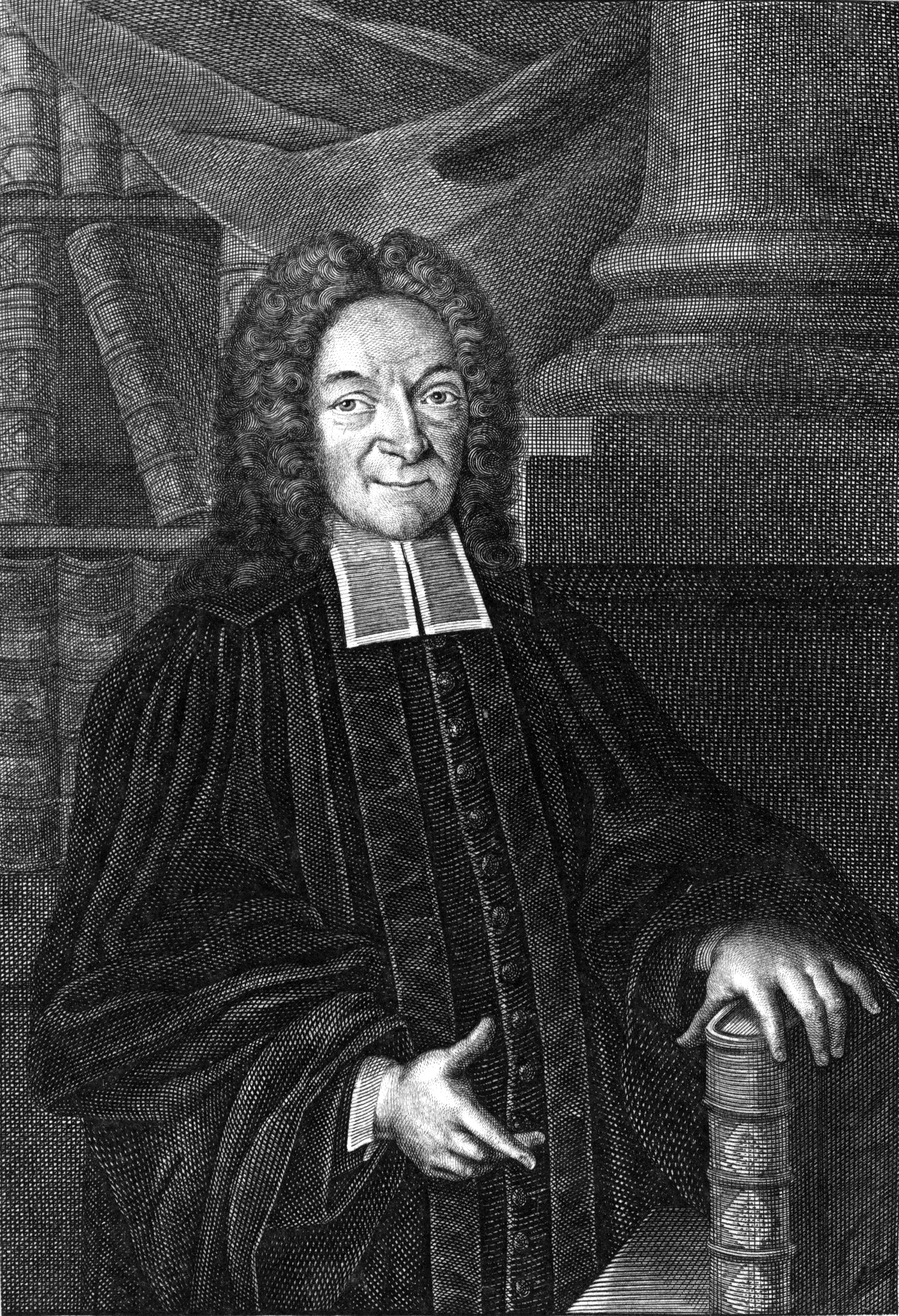
Valentin Ernst Löscher versuchte 1717 vergeblich, ein Lehrerseminar in Sachsen zu gründen

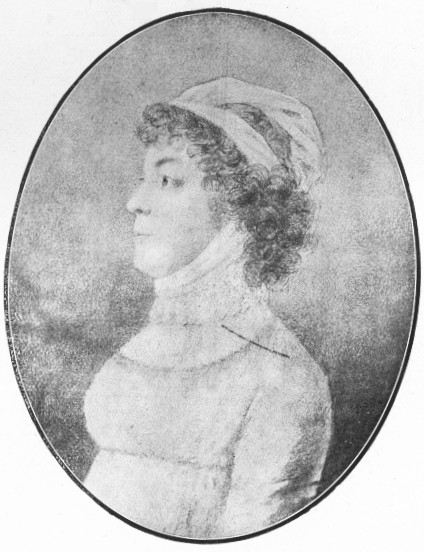
Johanne Friederike von Reuß, Tochter der Stifterin

Das Seminar geht auf eine Stiftung von Friederica Christiana Elisabeth von Fletcher zurück. Sie wurde am 22. November 1727 als Tochter des Geheimen Kriegsrats Carl Pauli († 1739) geboren. Die Familie war nicht adelig, aber vermögend, so erbte sie von ihrer Tante die Güter Roitzsch (bei Wurzen) und Zschieschen (bei Großenhain). Im Jahr 1745 heiratete sie Wigand Gottlob von Gersdorff, der bereits im selben Jahr in der Schlacht bei Hohenfriedberg fiel. Später ging Friederica Christiana Elisabeth eine zweite Ehe mit Maximilian Robert Freiherr von Fletcher (1713–1794) ein, dessen Familie schottische Wurzeln hatte. Maximilian Robert Freiherr von Fletcher war unter anderem Direktor der Meißner Porzellanfabrik; sein Großvater David von Fletscher erlangte als Kaufmann und Kommerzienrat Bekanntheit.
Am 22. Mai 1769 unterzeichnete Friederica Christiana Elisabeth von Fletcher eine Stiftungsurkunde für ein Seminar zur Ausbildung von Lehrern. Sie habe des Öfteren bemerkt, dass leitende Persönlichkeiten aus Staat und Religion „die Besetzung der niedrigsten Schuldienste mit geschickten und rechtschaffenen Lehrern für eines der unentbehrlichsten und ersten Mittel zur Beförderung der Wohlfahrt eines Landes halten“, so von Fletcher in ihrer Stiftungsurkunde. Sie hatte erkannt, dass bessere geistige Bildung nur durch eine bessere Ausbildung der Lehrer erreicht werden kann. Ein eigenes Lehrerseminar gab es in Sachsen zu der Zeit jedoch nicht. Bereits 1717 hatte Valentin Ernst Löscher vergeblich die Gründung eines Lehrerseminars in Dresden durchzusetzen versucht. Pädagogen kamen zu dieser Zeit vor allem aus den Lateinschulen, wurden von Lehrern oder Lehrereltern selbst zu Pädagogen ausgebildet oder ließen sich vom Pfarrer im Unterrichten unterweisen. Die Ausbildung zum Lehrerberuf wurde erst in der ersten Hälfte des 18. Jahrhunderts professioneller durch Seminare geregelt. Großen Eindruck hatte die Gründung des Seminars in Hannover 1751 auf von Fletcher gemacht, das ebenfalls durch die Stiftung eines reichen Bürgers ermöglicht wurde. Sie hatte seit 1765 über eine eigene Stiftung nachgedacht und sich über den Fortgang des Hannoverschen Seminars unterrichten lassen. In Sachsen wiederum engagierte sich vor allem Peter von Hohenthal (1726–1794) für den Aufbau eines eigenen Lehrerseminars. Er war mit Frau von Fletcher bekannt und hat ihren Entschluss zu einer Stiftung möglicherweise noch verstärkt. Mit Unterzeichnung der Stiftungsurkunde wurde das Fletchersche Seminar 1769 auf dem Papier das erste Lehrerseminar Sachsens. Nach Willen der Stifterin sollte es in Leipzig oder Dresden gegründet werden.
Peter von Hohenthal wurde 1777 einer von drei Administratoren der Fletcherschen Stiftung, die das Stiftungsvermögen verwalteten. Die Stiftung konnte zu dieser Zeit noch nicht wirksam werden. Friederica Christiana Elisabeth von Fletcher, die am 14. April 1778 verstorben war, hatte festgelegt, dass die Stiftung von 40.000 Talern erst nach dem Tod ihrer einzigen Tochter Johanne Friederike und auch nur im Fall ihrer Kinderlosigkeit in Kraft treten darf. Die kränkliche Tochter, in zweiter Ehe mit dem Reichsgrafen Heinrich XXXVIII. Reuß verheiratet, verstarb kinderlos am 28. Juni 1815, sodass die Stiftung daraufhin wirksam wurde.

### Die Gründungsjahre des Seminars

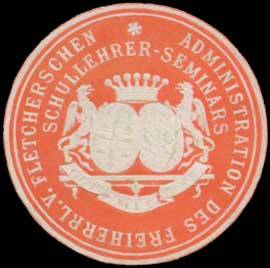
Siegelmarke Administration des Freiherrl. von Fletcherschen Schullehrer-Seminars

Die Seminargründung sollte 1815 erfolgen, aber verschiedene Umstände erschwerten eine sofortige Gründung. Zunächst begehrte Preußen, welches genau in dem Jahre mehr als das halbe Sachsen an sich genommen hatte, auch einen möglichst großen Teil des Stiftungskapitals. Ein von der Stiftung angerufenes höheres Gericht lehnte diesen Anspruch allerdings ab. Nach dieser jahrelangen Verzögerung traten weitere Schwierigkeiten in der Gründungsphase auf. Obwohl von Fletcher in ihrer Stiftungsurkunde festgelegt hatte, dass nur Leipzig oder Dresden für die Gründung der Stiftung infrage kommen, wollten die drei leitenden Administratoren der Stiftung das Seminar auf dem Land eröffnen, unter anderem um so die Zöglinge vor den „sittlichen Gefahren der großen Stadt“ zu bewahren. Einer der Administratoren war Graf Dohna auf Hermsdorf, der als geeigneten Ort für das Seminar sein Kirchdorf Lausa empfahl. Der Lausaer Pastor Samuel David Roller erarbeitete daraufhin zwei Gutachten zur Errichtung eines Lehrerseminars in Lausa, die auf Zustimmung der Administratoren stießen. Erst 1823 wurde der Plan verworfen, weil sich das Schulhaus in Lausa als zu klein erwiesen hatte und das Seminar zudem eine ständige Einrichtung werden sollte. Der Ausweichplan des Grafen Dohna, das Seminar in einem Gutshaus in Grünberg einzurichten, wurde wiederum vom Kirchenrat abgelehnt, der auf Dresden oder Leipzig als Gründungsort bestand. Die Administratoren wählten schließlich 1824 Dresden als Gründungsort, da es der Sitz der kirchlichen Oberbehörde und Wohnort der Administratoren war.
Sitz des Seminars wurde ein Gebäudetrakt auf der Freiberger Straße, der für 6.200 Taler von der Stiftung erworben wurde. Das Gesamtkapital der Stiftung hatte sich zu der Zeit aufgrund von Zinsen bereits auf 58.000 Taler erhöht. Erster Leiter des Seminars wurde der Stadtgeistliche Magister Leonhardi, zu der Zeit Diakon an der Kreuzkirche. Einziger Lehrer des Seminars, das am 1. November 1825 mit neun Seminaristen eröffnet wurde, war Andreas Suschke (sorbisch Handrij Suška) aus Drehna, der zuvor das Dohna'sche Seminar in Uhyst geleitet hatte. Zum Seminar gehörte auch eine zweiklassige Freischule für arme Kinder, die kurz nach dem Seminar mit 49 Schülern eröffnet wurde.

### Entwicklung des Seminars bis 1861

Franz Ludwig Zahn, Direktor des Seminars von 1827 bis 1832

Das Seminar wuchs in den Jahren nach der Gründung langsam aber stetig. Im Jahr 1826 wurden zwölf Seminaristen unterrichtet, vier Jahre später waren es bereits 30. Im Jahr 1827 erhielt das Seminar mit Franz Ludwig Zahn einen neuen Leiter und neben Suschke auch einen zweiten fest angestellten Lehrer. Die Freischule wurde 1829 um eine zweiklassige Zahlschule erweitert. Mit den zusätzlichen Einnahmen wurden Lehrmittel gekauft und die Pädagogen bezahlt. Bereits 1832 legte man beide Schulen zu einer dreiklassigen zusammen. Von den 200 Schülern bezahlte die Hälfte Schulgeld. Erst ab 1843 wurden angesichts finanzieller Engpässe nur noch zahlende Schüler aufgenommen, wobei Jungen und Mädchen separat unterrichtet wurden.
Auch taubstumme Schüler wurden auf Betreiben Zahns ab 1827 in der Schule unterrichtet. Johann Friedrich Jencke, der seit 1825 Seminarist war, erhielt hier wesentliche Impulse für seine spätere Arbeit: Er übernahm zunächst Zahns Stunden. Im Jahr 1829 wurde innerhalb des Seminars eine eigene Taubstummenschule durch Direktor Zahn gegründet, deren Lehrer Jencke wurde. Im Jahr 1833 wurden 13 Taubstumme an der dem Seminar angegliederten Schule im Rechnen, Schreiben und Lesen unterrichtet, „welche Unterweisung gleichergestalt Uebungsschule für die Seminaristen ist.“ Aus der „mit dem vom Fletscherschen Schullehrer-Seminar verbundene[n] Taubstummenschule“ wurde um 1833 die „Taubstummenanstalt zu Altstadt-Dresden“, wobei die Jahresberichte in ihrer Zählung an die der 1829 gegründeten Taubstummenschule anschließen. Leiter der Anstalt wurde Lehrer Jencke, der jedoch in einigen Quellen noch 1836 als Taubstummenlehrer des mit dem Schullehrerseminar verbundenen, unter dem Direktorat Steglichs stehenden Taubstummeninstituts bezeichnet wurde.

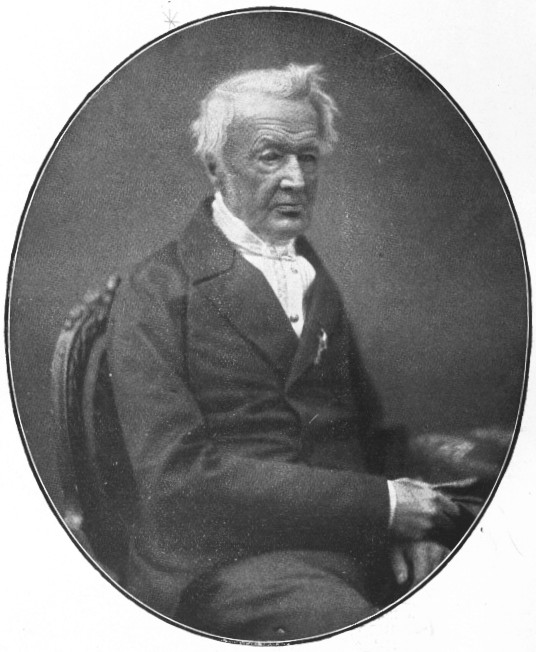
Detlev von Einsiedel, Administrator und Mäzen des Seminars

Hatten bis 1830 Fletcheraner das Seminar ohne festen Abschluss verlassen, wurden unter dem neuen Direktor Franz Ludwig Zahn nun geregelte Abschlussprüfungen eingeführt, die von der Seminarkommission um Oberhofprediger Christoph Ammon abgenommen wurden. Um die grundsätzliche Vorbildung zukünftiger Seminaristen zu gewährleisten, führte der Nachfolger Zahns, Direktor Friedrich August Wilhelm Steglich, 1847 eine Vorklasse ein. Sie wurde bereits im neuen Schul- und Seminargebäude auf der Freiberger Straße unterrichtet, das von Oberbaumeister Schlenkert entworfen und von 1846 bis 1847 unweit des Altbaus errichtet worden war. Wesentlichen Anteil an der Finanzierung dieser Baumaßnahmen hatte Detlev von Einsiedel, der dem Seminar von 1825 bis zu seinem Tod 1861 als erster Administrator vorstand und erhebliche Geldbeträge zu seinem Bestehen zur Verfügung stellte. Erst 1851 gab der sächsische Staat erstmals Zuschüsse zum Seminar, das sich bis dahin aus dem Stiftungskapital, dem Schulgeld und mäzenatischen Aufwendungen finanziert hatte.
Während die Schulabteilung des Seminars als Hauptgeldgeber beständig stieg und 1858 zu einer Bürgerschule mit acht Klassen und 445 Schülern angewachsen war, blieb die Zahl der Seminaristen deutlich kleiner. Im Jahr 1847 wurden 27 Seminaristen unterrichtet, 1858 waren es 40. Die Anzahl der Fletcheraner wurde jedoch bewusst klein gehalten, da es sonst „sehr schwierig werden würde, auf jeden einzelnen die gehörige Aufmerksamkeit zu verwenden, was doch bei der Bildung künftiger Lehrer ein Hauptaugenmerk sein muß.“ Infolge einer neuen Schulordnung aus dem Jahr 1857, die von den Seminaren die Errichtung einer zweiklassigen Übungsschule forderte, erhielt das Schulgebäude auf der Freiberger Straße dafür 1860 einen neuen Anbau, den zu weiten Teilen Detlev von Einsiedel finanzierte. Mit dem Weggang des langjährigen Direktors Steglich und dem Tod des Vorstehers Detlev von Einsiedel brach für das Seminar 1861 eine neue Zeit an.

### Das Seminar von 1861 bis zum Ende des Ersten Weltkriegs

Neubau aus dem Jahr 1847 auf der Freiberger Straße

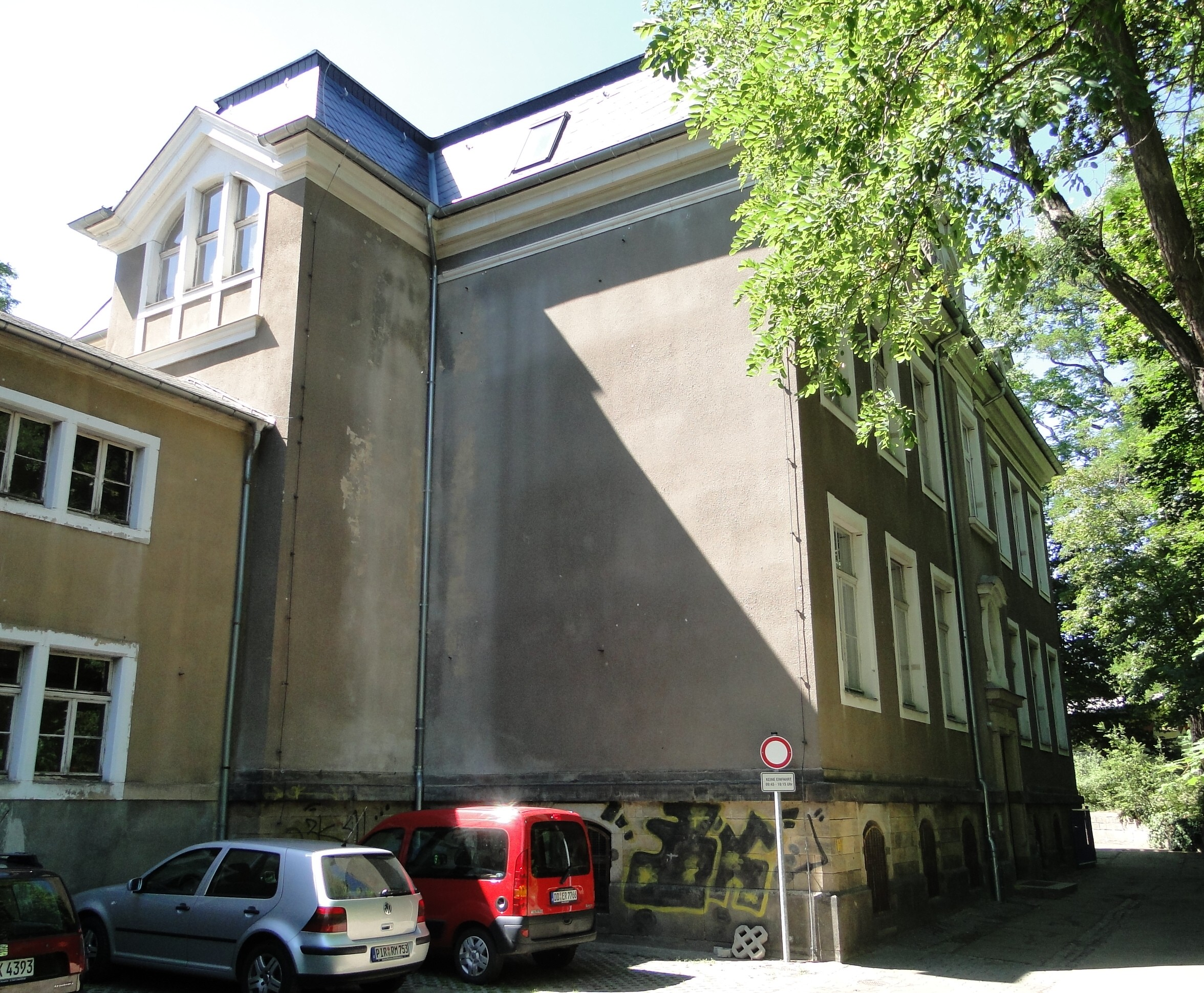
Die 1890 angebaute Übungsschule des Fletcherschen Lehrerseminars

Mit dem Tod Detlev von Einsiedels im Jahr 1861 hatte das Fletchersche Seminar zugleich seinen größten Mäzen verloren. Er hatte dem Seminar in den Jahren seiner Administratorentätigkeit rund 30.000 Taler aus seinem Privatvermögen zukommen lassen und damit mehr als die Hälfte des ursprünglichen Stiftungskapitals. Dies hatte den Neubau von Schulgebäuden ermöglicht, aber auch geholfen, in Notzeiten Schulden zurückzuzahlen und Lehrergehälter zu finanzieren. Nun übernahm der Staat diese Funktion und das Lehrerseminar wurde neu strukturiert. Da das Seminar seit Anfang der 1860er-Jahre eine eigene Übungsschule besaß, war die dem Seminar angeschlossene Bürgerschule überflüssig geworden. Die Vorbereitungsschule wandelte man 1861 in ein eigenes, einklassiges Proseminar um, das der Vorbereitung der zukünftigen Fletcheraner diente. Die Reformen führten zu einer stark erhöhten Anzahl von Seminaristen. Im Jahr 1869 wurden 131 zukünftige Lehrer am Fletcherschen Seminar ausgebildet, darunter 55 Proseminaristen.
Im Herbst 1880 zog das Seminar in ein neues Gebäude auf einem über 16.000 m² großen Grundstück in der Marienallee an der Grenze zur Albertstadt. Nach Worten des Direktors Kühn zog sie damit „aus dem dumpfen trüben Tale in die freie Luft der Berge, aus dem Getümmel der Stadt in die Stille des grünenden Waldes, aus der herzbedrückenden Enge in die herzerquickende Weite“ – das neue Gebäude des Seminars wurde für ihn „ein schmuckes Schlößchen in der Waldeinsamkeit“. Das neue Schulgelände lag in der Dresdner Heide und reichte bis hinab zur Prießnitz; aus dem bewaldeten Abhang wurde ein großer Park, dessen tiefster Punkt „Olymp“ genannt wurde.
Das Gebäude erhielt 1900 am nördlichen Ende einen Anbau für eine achtklassige Volksschule als Übungsschule, in dem die angehenden Lehrer unter Aufsicht Unterricht hielten. Dieser Anbau ist der einzige heute noch erhaltene Teil des Gebäudes. Die Räumlichkeiten sollten 1913 nochmals erweitert werden, doch verhinderte der Ausbruch des Ersten Weltkrieges die Umsetzung der bereits vorliegenden Pläne. Zahlreiche Fletcheraner nahmen an beiden Weltkriegen teil. Den 99 im Ersten Weltkrieg gefallenen Fletcheranern wurde 1921 im Seminargebäude ein von Alfred Glatter geschaffenes Ehrenmal errichtet. Zwar wurde während der Kriegsjahre weiter unterrichtet, doch musste der Unterricht von November 1918 bis Februar 1919 in andere Schulen verlegt werden, da das Schulgebäude als Lazarett benötigt wurde.

### Umwandlung zur Oberschule und weitere Entwicklung
Kurz nach Ende des Krieges wurden die Seminare als Ausbildungsstätte für Lehrer hinterfragt. Dabei wurde diese Ausbildung als nicht mehr ausreichend empfunden: Die Seminare „können den erhöhten Anforderungen, die eine neue Zeit an die Lehrerbildung stellt, nicht mehr genügen. Der Lehrerstand, groß geworden durch die Seminare, strebt über sich hinaus zu einer vertieften wissenschaftlichen Bildung und einer höheren gesellschaftlichen Stellung.“ Zukünftige Lehrer sollten eine neunklassige Schulbildung durchlaufen und ihre weitere Ausbildung an einer Pädagogischen Hochschule erhalten. Die Seminare sollten im Zuge dieser Entwicklung zu Oberschulen umgewandelt werden und damit für zukünftige Lehrer zum Bindeglied zwischen Grund- und Hochschule werden. Bereits im September 1921 hatte das Lehrerkollegium des Fletcherschen Seminars Zustimmung zu einer Umwandlung des Seminars in eine Oberschule gegeben. Die Administratoren lehnten hingegen zunächst im Oktober eine Auflösung des als Stiftung konzipierten Seminars ab und bestanden Ende 1921 auf einer Umwandlung in eine auf sechs Schuljahre angelegte evangelische Aufbauschule. Dies wurde von der Lehrerschaft angenommen und vom Ministerium im Januar 1922 bestätigt.
Ab Ostern 1922 wurde im Seminar keine neue Septima aufgenommen. Seminaristen, die vor Ostern 1922 am Seminar aufgenommen worden waren, konnten ihre Ausbildung dort abschließen, auch in höhere Seminarklassen erfolgten noch Aufnahmen. Jährlich verließ nun bis 1927 eine Abschlussklasse nach der anderen das Seminar. Als Beginn der neuen Aufbauschule fing 1922 eine erste Untertertia an. Die Fletchersche Aufbauschule war zunächst als verkürzte Form (Oberschule Form A) mit nur einer gelehrten Fremdsprache konzipiert. Im Oktober 1922 wurde dies als unzureichend für ein späteres Hochschulstudium gewertet, sodass der Lehrplan auf zwei Fremdsprachen erweitert wurde und die Schule nun der Form B entsprach. Zunächst erhielten die Schüler Unterricht in Latein und Englisch bzw. Französisch, später nur noch in Englisch und Französisch. Ostern 1923 wurde schließlich zusätzlich die Einrichtung von grundständigen Oberschulklassen (Sexta bis Oberprima) genehmigt. Das Lehrerkollegium unterrichtete in der Übergangszeit in allen drei Schulformen.
Die neue Schule erhielt 1923 den amtlichen Namen Freiherrlich von Fletchersche Aufbauschule und Deutsche Oberschule zu Dresden-Neustadt; ihr war auch ein Internat für Jungen angeschlossen. Die Oberschule war eine einzügige reine Jungenschule, die Aufbauschule nahm auch Mädchen auf und war ab 1938 in den unteren Klassen zweizügig. Sie war für Kinder bestimmt, deren Begabung für das Ziel „Abitur“ sich erst mit zwölf oder dreizehn Jahren herausstellte, wurde aber auch gerne von Eltern gewählt, denen es schwerfiel, 20 RM für das monatliche Schulgeld aufzubringen (heutige Kaufkraft gegenüber 1934: 109 €). Im Vergleich zum Oberschul-Lehrplan standen in den Aufbauklassen für den bis zum Abitur vorgesehenen Lehrstoff nur sechs Jahre zur Verfügung. Mit der Verkürzung der Oberschulzeit auf acht Jahre (1938) begann die Aufbauschule ab Quarta (8. Schuljahr). Viele dieser Schüler blieben nur bis zur mittleren Reife, sodass die Oberstufe der Aufbauschule einzügig blieb. Fremdsprachen waren in beiden Schulformen ab Beginn Englisch, zwei Jahre später Latein und in der Oberstufe wahlweise Französisch, was im Krieg wegen Lehrermangels entfiel. Als 1934 die Dürerschule aufgelöst wurde, kamen viele der dortigen Lehrer und Schüler zur Fletcherschule. Diese trug ab 1938 den Namen "Freiherr von Fletcher Schule, Staatliche Oberschule für Jungen in Aufbauform.
Nach Ostern 1942 wurde das Gebäude als Hilfslazarett eingerichtet (jedoch nie dafür benutzt), sodass der Schulunterricht mit wöchentlich abwechselndem Vor- und Nachmittagsunterricht zunächst im Neustädter Staatsgymnasium und dann in der Neustädter Höheren Mädchenschule stattfand. Die Schüler der Jahrgänge 1926 bis 1928 wurden Ende 1943 als Flakhelfer notdienstverpflichtet; der Unterricht für sie fand in den Baracken neben der Geschützstellung im Albertstädter Kasernenbereich statt. Infolge der Einberufungen zum Wehrdienst verließen ab 1940 die älteren Schüler der jeweils letzten Klasse die Schule mit dem Reifevermerk, während die jüngeren an einem vorgezogenen Notabitur teilnahmen.

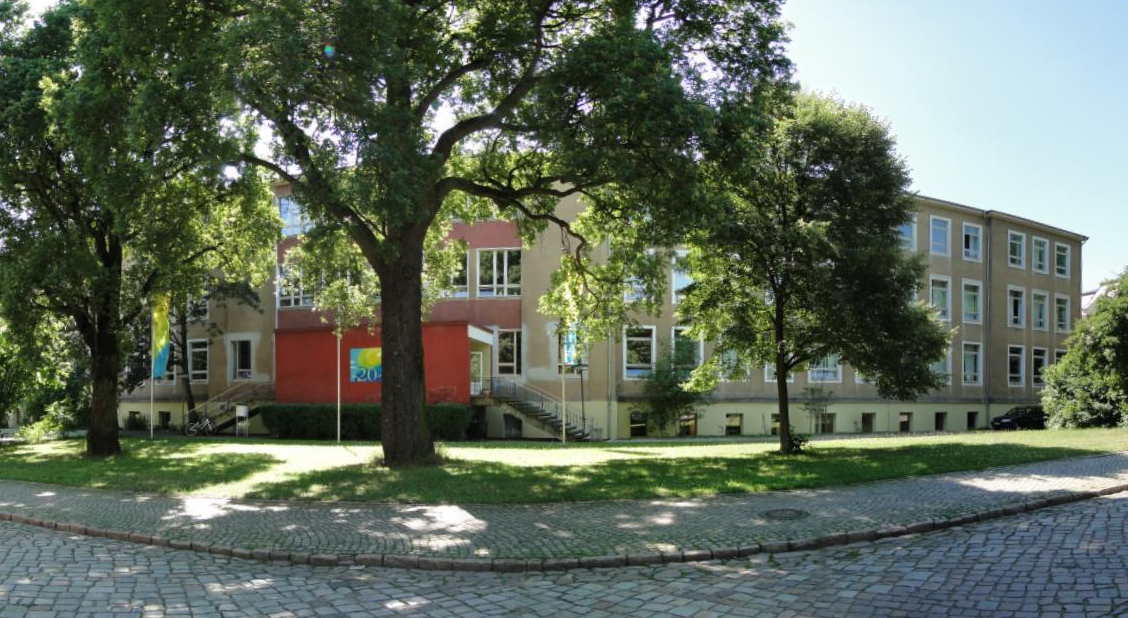
Wiederaufgebautes Schulgebäude im Jahr 2011

Bei der Bombardierung Dresdens im Februar 1945 wurde das 1880 errichtete Hauptgebäude auf der Marienallee zerstört, obwohl auf dem Dach ein riesiges rotes Kreuz auf weißem Grund aufgemalt war; nur das Kellergeschoss einschließlich Kellerdecke blieb erhalten und die Fassaden des Hauptgebäudes standen noch. Lehrer und Schüler enttrümmerten das Gelände mit großem, freiwilligen Einsatz. Der Versuch, eine Decke zwischen Erd- und erstem Obergeschoss einzuziehen, schlug fehl; die Fassaden stürzten dabei ein. Im Kellergeschoss sowie im erhaltenen Anbau fand Schichtunterricht statt und die Turnhalle wurde auch als Aula genutzt. Die Schule wurde am Ende des Schuljahres 1947/48 aufgelöst und die verbliebenen Klassen kamen mit einem Teil der Lehrer zur Oberschule Nord (im Gebäude der vormaligen höheren Neustädter Mädchenschule in der Weintraubenstraße).
Erst 1961 wurde das Hauptgebäude stark vereinfacht wiederaufgebaut. Der Mittelrisalit wurde dabei vollkommen neu gestaltet. Der so umgestaltete Schulbau wurde 1964 eingeweiht. Die Schule erhielt 1967 den Namen 1. Polytechnische Oberschule Dr. Kurt Fischer. Nach der Wende zog in die Schulräume die 1. Mittelschule ein, die in Anlehnung an das frühere Lehrerseminar 1995 den Namen Freiherr von Fletcher trug. Sie wurde 2004 geschlossen. Seither beherbergt das Gebäude die zuvor benachbarte Freie Waldorfschule Dresden, die bereits Räume der Mittelschule mitgenutzt hatte. Sie ließ das Hauptgebäude und die angrenzende, original erhaltene frühere Übungsschule des Seminars 2005 grundsanieren.

## Der Unterricht
In den ersten Jahren des Seminars besuchten die in der Regel 15- bzw. 16-jährigen Seminaristen als Hospitanten sämtliche Unterrichtsstunden, die in der Freischule gegeben wurden. Sie hatten zudem Unterricht im Seminar. Dort wurden sie unter anderem im Orgelspiel und im Generalbass unterrichtet und erhielten Lektionen in Biblischer Geschichte, Weltgeschichte, Geografie und Naturlehre. Fokus der theoretischen Lehre war dabei die religiöse Unterweisung. Sonntags erhielten die Seminaristen praktischen Unterricht im Kirchner-, Glöckner- und Küsterdienst, wofür ihnen die Kirche des Jakobshospitals zur Verfügung stand.
Das Hauptaugenmerk lag jedoch auf der Ausbildung für den Unterricht in der Schule. Die Seminaristen übernahmen dabei zunächst stundenweise unter Aufsicht die Klassen der Freischule, die sie zudem ständig zu beaufsichtigen hatten. In späteren Phasen durften sie die Schüler „mittels dafür festgesetzten Ziffern“ benoten. Ab 1834 wurde festgelegt, dass die Ausbildung eines Seminaristen vier Jahre dauern sollte. Der Lektionsplan 1836 war mit 28 Fächern deutlich umfassender als noch 1826, wobei sieben Fächer religiösen Inhalt hatten. Neue Fächer waren unter anderem Latein und Turnunterricht, der in den Räumen der königlichen Turnlehrerbildungsanstalt gegeben wurde. Ab 1845 wurden Elternabende abgehalten.
In den 1860er-Jahren wurde im Zuge der Reform der sächsischen Lehrerbildung der Fokus von der religiösen (Aus-)Bildung der Seminaristen genommen. Wichtig wurden nun Deutschunterricht, aber auch Geschichtsunterricht. Die Seminaristenausbildung verlängerte man um zwei Jahre auf sechs Jahre. Vor allem der kombinierte Unterricht, bei dem mehrere Klassen gemeinsam unterrichtet wurden, sollte durch Neuanstellung von drei Lehrern im Fletcherschen Seminar unterbunden werden. Zunehmend gewann auch das Selbststudium an Bedeutung. Der 1857 eingestellte Lateinunterricht wurde 1873 im Rahmen der Lehrverordnung für die evangelischen Volksschullehrer-Seminare wieder eingeführt, die für die nächsten Jahrzehnte verbindlich blieb.
Nach der Umwandlung zur Oberschule wurden über die neuen Lehrpläne hinausgehend die musischen Traditionen mit Schulchor und Schulorchester sowie zusätzlichem Einzelunterricht für viele Musikinstrumente fortgesetzt.

## Die Lehrgebäude

### Freiberger Straße (Wilsdruffer Vorstadt)

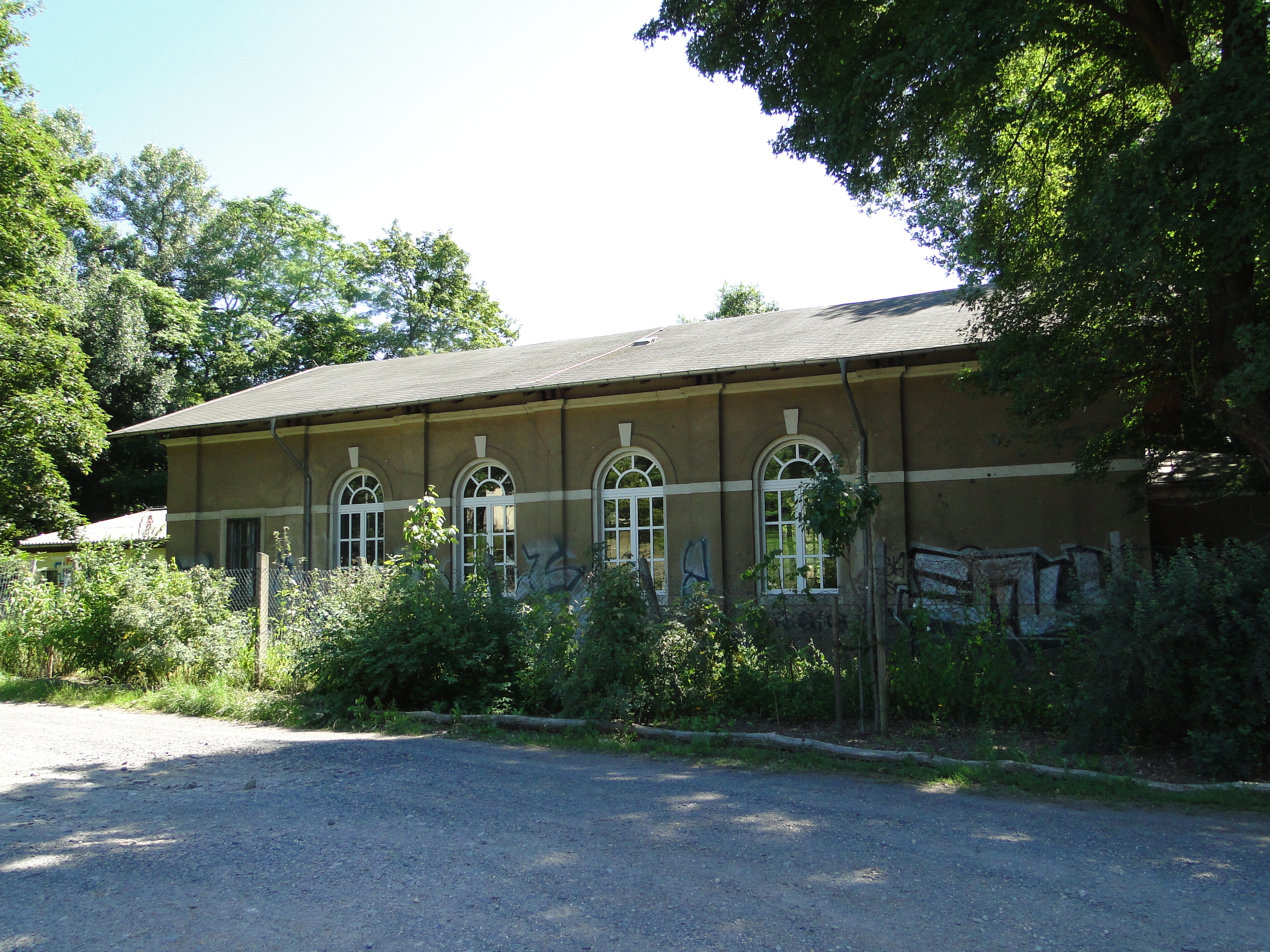
Turnhalle des Fletcherschen Seminars

Das erste Lehrgebäude auf der Freiberger Straße 4 bestand aus einem Vorder- und einem Seitengebäude. Das Hauptgebäude war siebenachsig und beherbergte im Erdgeschoss die Wohnung des Lehrers sowie die Küchen- und Wirtschaftsräume. Die erste Etage füllte der Musiksaal aus, in der zweiten Etage lag die Direktorenwohnung und im Dachgeschoss befanden sich der Schlafsaal und der Waschraum. Im Nebengebäude wurden in den beiden Erdgeschossräumen die Klassenzimmer der Freischule untergebracht. Im ersten Stock war eine zweite Lehrerwohnung und im zweiten Stock lag der Speisesaal der Seminaristen und ihr Unterrichtsraum.
Das zweite Lehrgebäude auf der Freiberger Straße enthielt alle Klassenzimmer, die Bücherei, die Lehrmittelsammlung, die Räume der Seminaristen, der Wirtschafter samt Wirtschaft sowie Wohnungen des Direktors und der Hilfslehrer. Im früheren Vordergebäude wurden nun Lehrerwohnungen geschaffen; das Seitengebäude des ersten Lehrhauses diente als Wohnung eines Lehrers und des Hausmeisters. Der Anbau an das zweite Lehrgebäude aus dem Jahr 1860 enthielt eine Lehrerwohnung, zwei Klassenräume, fünf Musikzimmer und einen Turnraum. Die Seminargebäude auf der Freiberger Straße blieben nicht erhalten.

### Marienallee (Albertstadt)

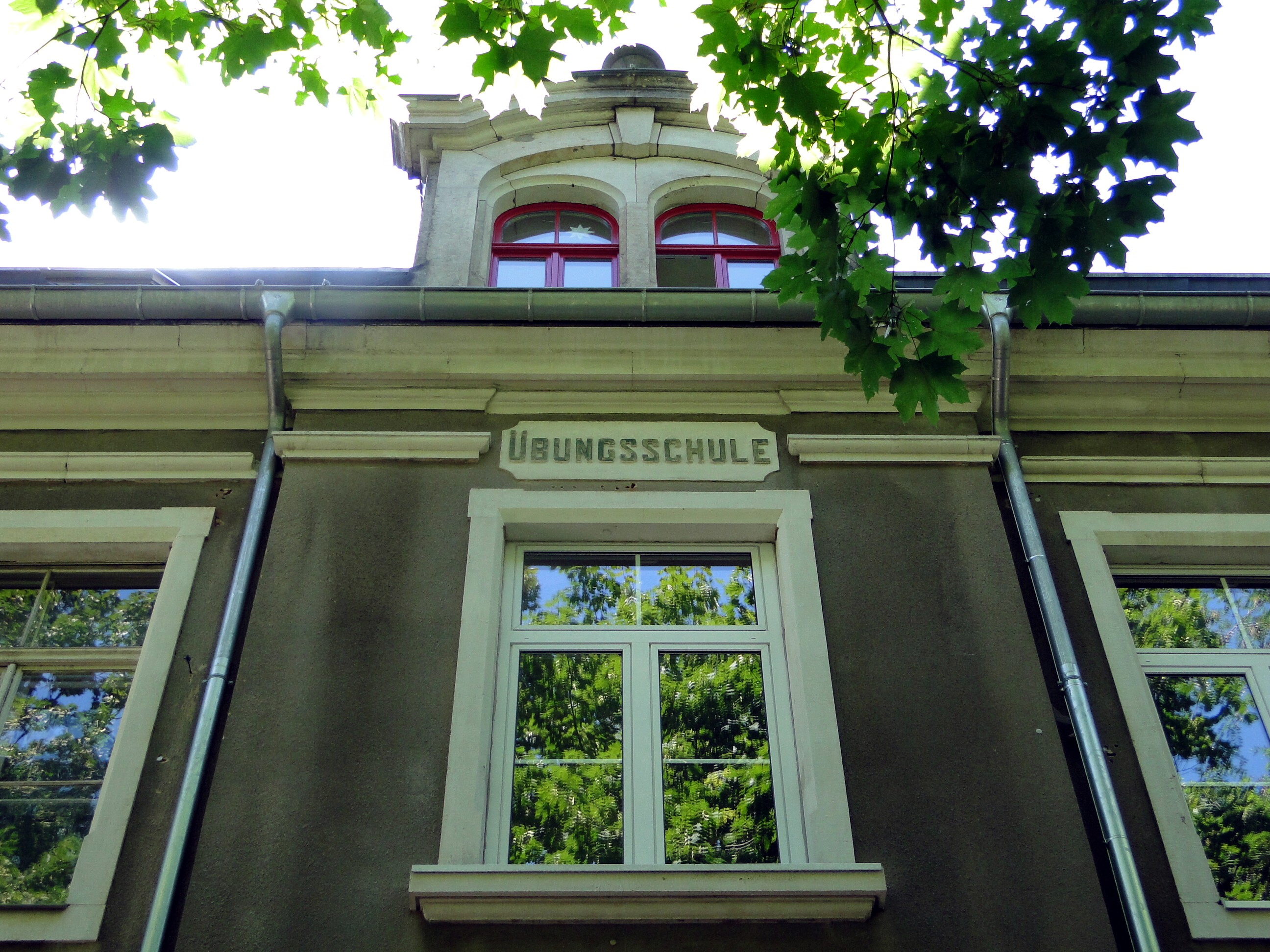
Die erhaltene Übungsschule des Seminars, Detail

Das dritte, sehr geräumige Lehrgebäude befand sich auf der Marienallee 5. Flankiert von zwei Treppenhaustürmen hatte der symmetrische Baukörper auf der Rückseite kurze Flügel in der Mitte und an beiden Enden. Autor Hansjörg Schneider, ab 1936 selbst Schüler der dann umgewandelten Oberschule, beschrieb das Gebäude in seinen Erinnerungen: „Die Schule war ein großer, grauer Kasten, und wäre sie nicht mit zwei Türmen geziert gewesen, hätte man sie für eine Kaserne halten können.“ Im Mitteltrakt mit dem Haupttreppenhaus war im Untergeschoss der Speisesaal für das Internat, im Erdgeschoss das Lehrerzimmer und der Musiksaal und darüber die zwei Stockwerke hohe Aula. Außer rund 20  Klassenzimmern und einem doppelt so großen Zeichensaal gab es neben dem Haupttreppenhaus in jedem Stockwerk zwei kleine Räume für Einzelunterricht, z. B. für Instrumentalmusik, in einem davon war eine Übungsorgel. Im vierten Stock befanden sich die Internatsräume. Im Gebäude waren auch die Wohnungen für den Direktor und den Hausmeister. Den Schülern standen auch eine eigene Turnhalle und ein Sportplatz zur Verfügung, die heute noch genutzt werden. Im großen Park, der zur Schule gehörte, befanden sich unter anderem zwei Kegelbahnen.
In der Übungsschule – dem heute noch erhaltenen Anbau – wurden bei der Umwandlung zur Oberschule sechs der acht Klassenräume zu drei kleinen Hörsälen mit Vorbereitungsräumen für den Physik-, Chemie- und Biologieunterricht umgerüstet. Sie erhielten ansteigende Bankreihen und über die ganze Breite des Raumes einen für die Vorführung von Experimenten geeigneten Labortisch. Das Dachgeschoss wurde zu einem Saal für Filmvorführungen.
Das zerstörte Hauptgebäude wurde ab 1961 auf dem erhalten gebliebenen Kellergeschoss verändert wieder aufgebaut.

## Administratoren (Auswahl)

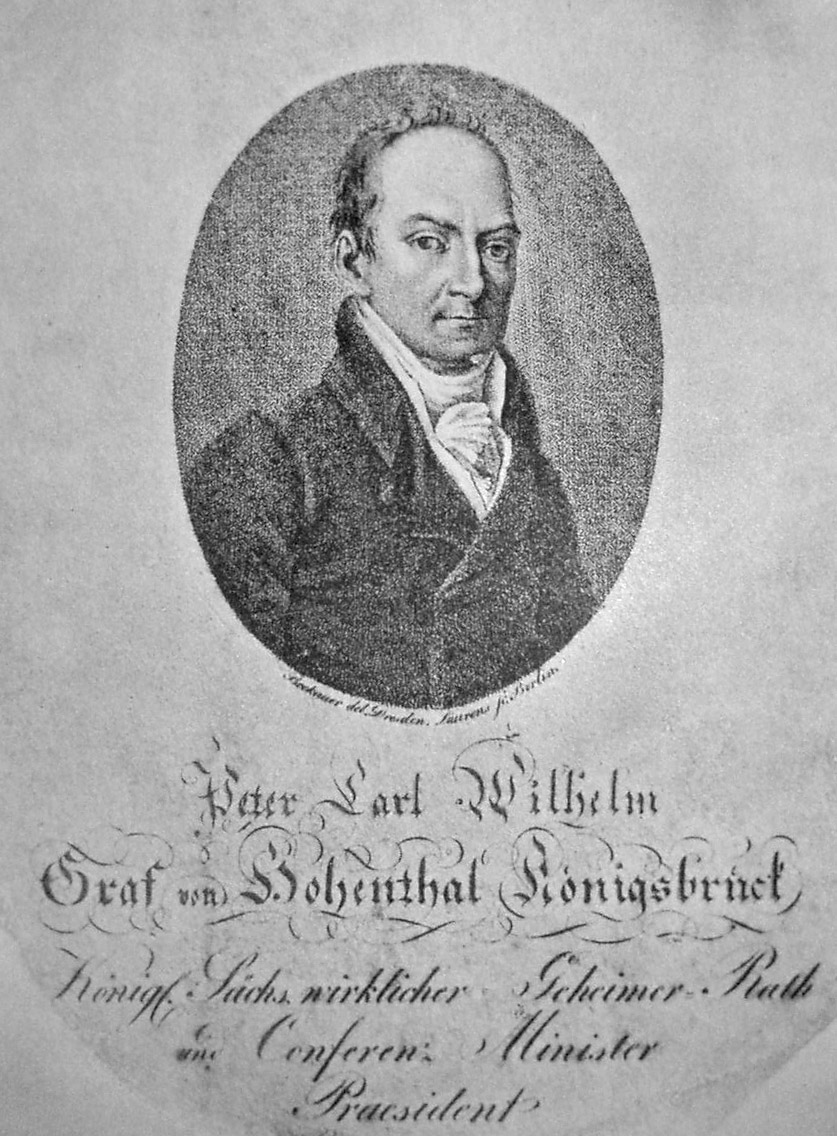
Peter Karl Wilhelm von Hohenthal, 1. Administrator der Stiftung von 1794 bis 1825

Die Administratoren waren der Vorstand des Seminars. Gleichzeitig waren sie die Verwalter des Stiftungsvermögens.
- 1771–1794: Peter von Hohenthal (1726–1794; 1. Administrator)
- 1794–1825: Peter Karl Wilhelm von Hohenthal (1. Administrator)
- 1825–1861: Detlev von Einsiedel (1. Administrator)
- 1845–1861: Ernst von Heynitz (2. Administrator)
- 1872–1884: Heinrich Otto von Erdmannsdorf (1. Administrator)
- 1884–1888: Hugo Häpe (1818–1902; 1. Administrator)
- 1888–1917: Otto Heinrich Graf Vitzthum von Eckstädt (1829–1917; 1. Administrator)

## Direktoren des Seminars
- 1827–1832: Franz Ludwig Zahn
- 1833–1861: Friedrich August William Steglich
- 1861–1887: August Wilhelm Kühn
- 1887–1894: Oskar Ludwig Rudolf Buddensieg
- 1894–1913: Max Georg Grüllich
- 1913–1927: Hermann Jobst

## Direktoren der Oberschule
- 1922–1936: Hermann Jobst
- 1936–1940: Friedrich Risse (1940 zum Wehrdienst einberufen)
- 1940–1945: Werner (stellvertretend)
- 1945–1948: Fritz Feurig

## Lehrer des Seminars (Auswahl)
- 1827–1844: Friedrich Wilhelm Schütze[25]
- um 1832: Johann Gottfried Scheibel[26]
- 1891–1931: Otto Koch
- um 1900: Emil Schöne
- ab  etwa 1917 Franz Gaudeck
- 1921–1924: Max Schwarze

## Schüler des Seminars (Auswahl)
- 1825–1830: Ernst Gottlob Schwerdtner (1812–1860)
- 1830–1838: Johann Friedrich Jencke (1812–1893)
- 1830–1834: Karl Wilhelm Mittag
- 1842–1846: Heinrich Ritthausen
- 1846–1850: Julius Beeger (1829–1899)
- 1847–1851: Friedrich Wilhelm Pohle
- 1847–1851: Heinrich Ernst Stötzner
- 1882–1885: Max Geißler
- 1884–1890: Albin Möbusz
- 1889–1891: Albrecht Philipp (nur Vorschule)
- 1891–1897: Bruno Kuske
- 1898–1904: Robert Henseling
- 1901–1907: Kurt Schumann
- 1910–1915: Rudolf Schumann
- 1913–1917: Erich Kästner
- 1915–1922: Erich Rawolle (1901–1944)
- 1915–1922: Hanns Georgi
- –1922/23: Hermann Lemme
- 1923–1929: Rudi Wetzel
- 1933–1939: Gottfried Lucke (besuchte die Oberschule)
- 1933–1942: Friedrich Scheiner (besuchte die Oberschule)
- 1936–1943: Hansjörg Schneider (besuchte die Oberschule)